# Márok, Baranya
Márok este un sat în districtul Siklós, județul Baranya, Ungaria, având o populație de 450 de locuitori (2011).

## Demografie
Componența etnică a satului Márok
     Maghiari (73,11%)
     Germani (26,89%)
Componența confesională a satului Márok
     Romano-catolici (68,22%)
     Reformați (9,11%)
     Fără religie (3,78%)
     Necunoscută (18,22%)
     Greco-catolici (0,67%)
Conform recensământului din 2011, satul Márok avea 450 de locuitori. Din punct de vedere etnic, majoritatea locuitorilor (73,11%) erau maghiari, cu o minoritate de germani (26,89%).  Din punct de vedere confesional, majoritatea locuitorilor (68,22%) erau romano-catolici, existând și minorități de reformați (9,11%) și persoane fără religie (3,78%). Pentru 18,22% din locuitori nu este cunoscută apartenența confesională.